# Silapathar
Silapathar là một thị xã và là nơi đặt ủy ban khu vực thị xã (town area committee) của quận Dhemaji thuộc bang Assam, Ấn Độ.

## Nhân khẩu
Theo điều tra dân số năm 2001 của Ấn Độ, Silapathar có dân số 22.307 người. Phái nam chiếm 53% tổng số dân và phái nữ chiếm 47%. Silapathar có tỷ lệ 69% biết đọc biết viết, cao hơn tỷ lệ trung bình toàn quốc là 59,5%: tỷ lệ cho phái nam là 75%, và tỷ lệ cho phái nữ là 63%. Tại Silapathar, 14% dân số nhỏ hơn 6 tuổi.